# 青泥洞乡
青泥洞乡（藏語：ཆུ་གཉེས་མདོ་），是中华人民共和国西藏自治区昌都市江达县下辖的一个乡镇级行政单位。

## 行政区划
青泥洞乡下辖以下地区：
索日村、巴纳村、觉拥村和热拥村。